# Odontophorus melanonotus
Az Odontophorus melanonotus a madarak osztályának tyúkalakúak (Galliformes) rendjébe és a fogasfürjfélék (Odontophoridae) családjába tartozó faj.

## Rendszerezése
A fajt John Gould angol ornitológus  írta le 1843-ban.

## Előfordulása
Dél-Amerika északnyugati részén, Ecuador és Kolumbia területén honos. A természetes élőhelye szubtrópusi és trópusi hegyi esőerdők.

## Megjelenése
Testhossza 23–28 centiméter, testtömege 322 gramm.

## Külső hivatkozások
- Képek az interneten a fajról
- Internet Bird Collection - videók a fajról
- Xeno-canto.org - a faj hangja